# Jato astrofísico

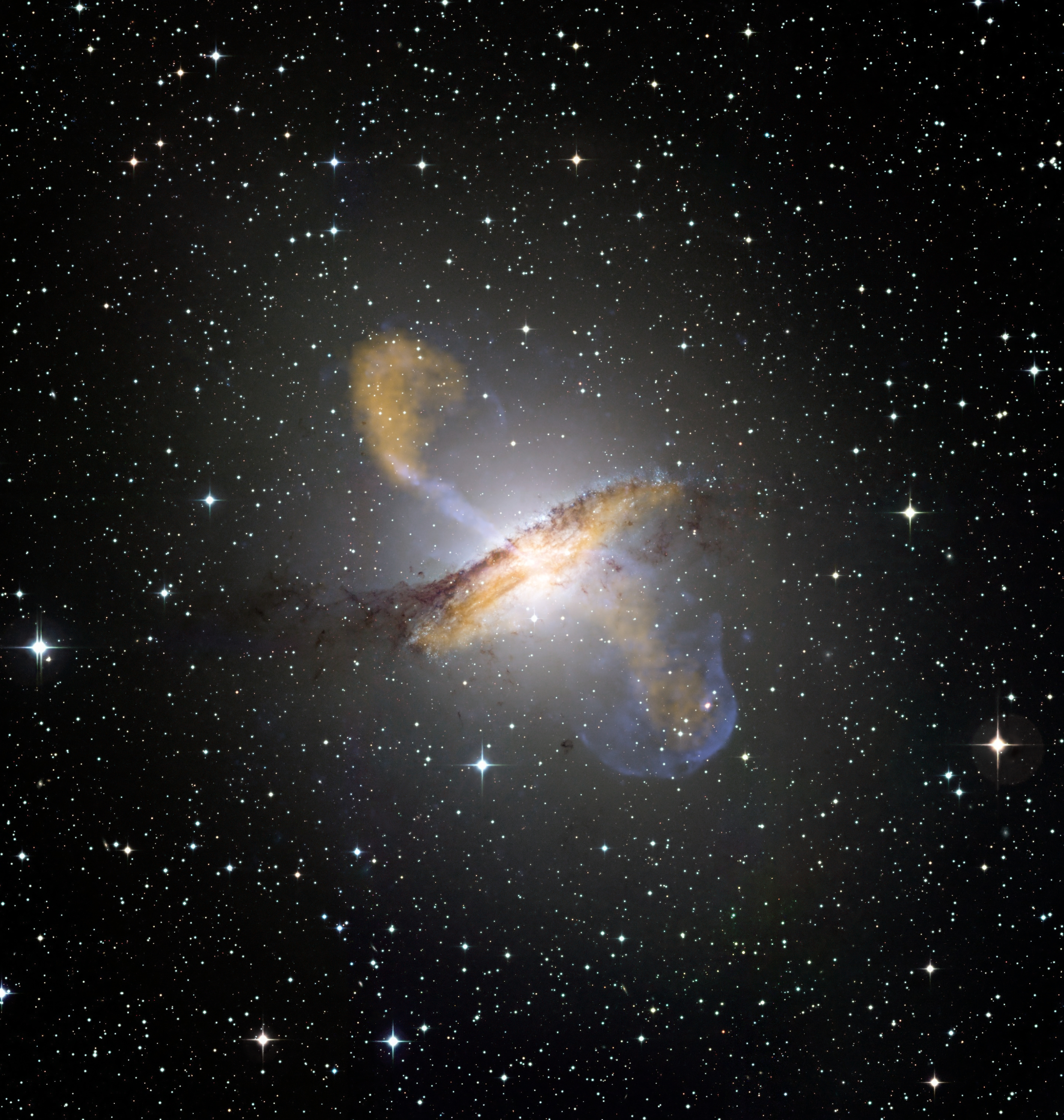
A galáxia de explosão estelar Centaurus A, com seus jatos de plasma se estendendo por mais de um milhão de anos-luz, é considerada a radiogaláxia ativa mais próxima da Terra. Os dados de submilímetros de 870 mícrons, do LABOCA no APEX, são mostrados em laranja. Dados de raios X do Observatório de raios-X Chandra são mostrados em azul. Dados de luz visível do Wide Field Imager (WFI) no telescópio MPG/ESO de 2,2 m localizado em La Silla, Chile, mostram as estrelas de fundo e a faixa de poeira característica da galáxia em quase "cor verdadeira".

Um jato astrofísico é um fenômeno astronômico onde fluxos de matéria ionizada são emitidos como um feixe estendido ao longo do eixo de rotação. Quando essa matéria muito acelerada no feixe se aproxima da velocidade da luz, os jatos astrofísicos tornam-se jatos relativísticos, pois mostram efeitos da relatividade especial.
A formação e alimentação de jatos astrofísicos são fenômenos altamente complexos que estão associados a muitos tipos de fontes astronômicas de alta energia. Eles provavelmente surgem de interações dinâmicas dentro de discos de acreção, cujos processos ativos são comumente conectados a objetos centrais compactos, como buracos negros, estrelas de nêutrons ou pulsares. Uma explicação é que os campos magnéticos emaranhados são organizados para direcionar dois feixes diametralmente opostos para longe da fonte central por ângulos de apenas alguns graus de largura (c. > 1%). Os jatos também podem ser influenciados por um efeito de relatividade geral conhecido como arrasto de referenciais.
A maioria dos jatos maiores e mais ativos são criados por buracos negros supermassivos no centro de galáxias ativas, como quasares e galáxias de rádio ou dentro de aglomerados de galáxias. Outros objetos astronômicos que contêm jatos incluem estrelas variáveis cataclísmicas, binários de raios-X e explosões de raios gama. Jatos em uma escala muito menor (~parsecs) podem ser encontrados em regiões de formação de estrelas, incluindo estrelas T Tauri e objetos Herbig-Haro; esses objetos são parcialmente formados pela interação de jatos com o meio interestelar. Os fluxos bipolares também podem estar associados a protoestrelas, ou a estrelas evoluídas pós-AGB, nebulosas planetárias e nebulosas bipolares.

## Jatos relativísticos

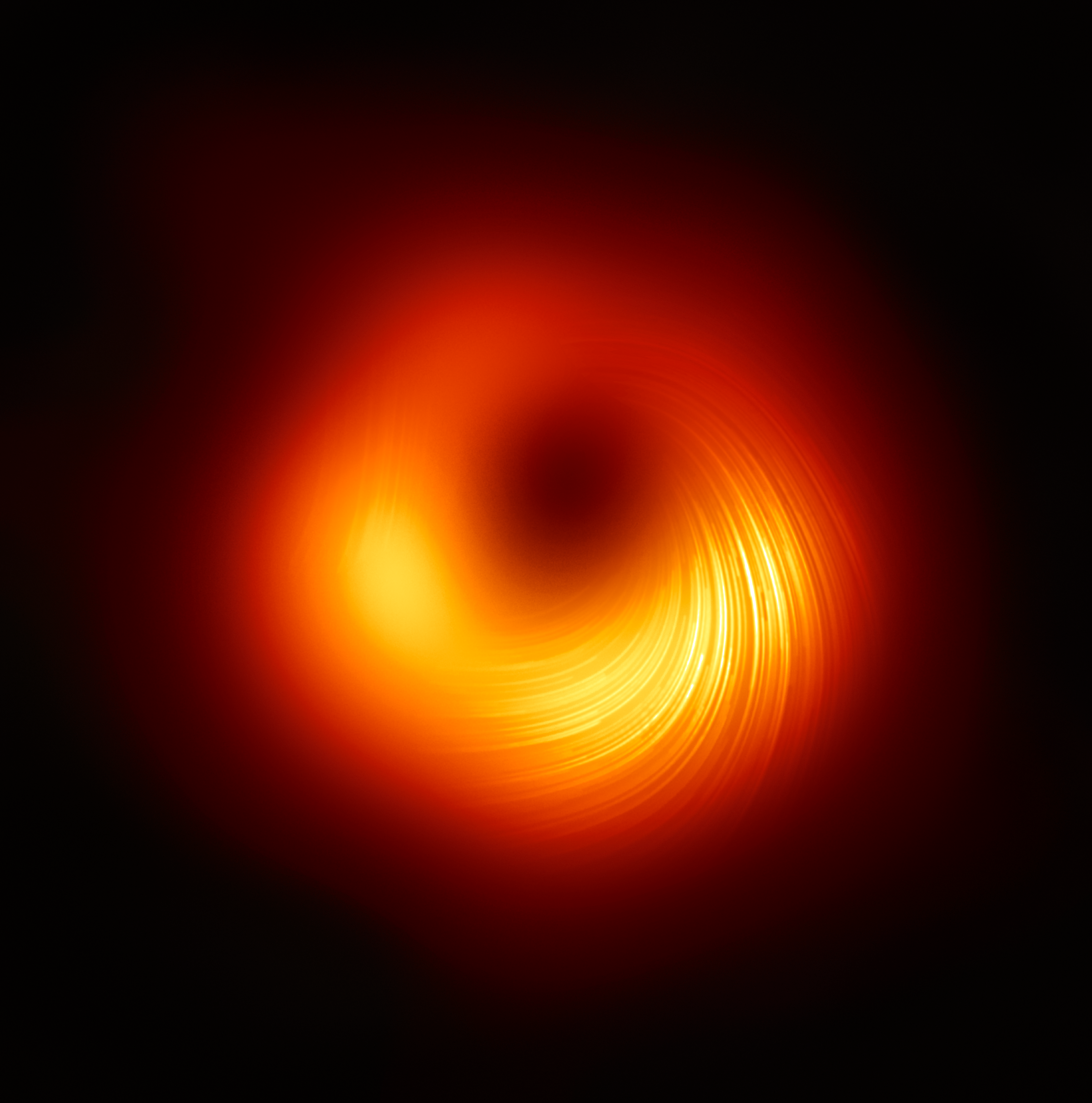
Uma visão do buraco negro supermassivo M87* em luz polarizada, obtida pelo Event Horizon Telescope. A direção das linhas sobre a intensidade total marca a orientação da polarização, a partir da qual a estrutura do campo magnético ao redor do buraco negro pode ser determinada

Jatos relativísticos são feixes de matéria ionizada acelerados perto da velocidade da luz. A maioria foi observacionalmente associada a buracos negros centrais de algumas galáxias ativas, galáxias de rádio ou quasares e também a buracos negros, estrelas de nêutrons ou pulsares. Os comprimentos dos feixes podem se estender entre vários milhares, centenas de milhares ou milhões de parsecs. As velocidades dos jatos ao se aproximarem da velocidade da luz mostram efeitos significativos da teoria da relatividade especial; por exemplo, radiação relativística que altera o brilho aparente do feixe.

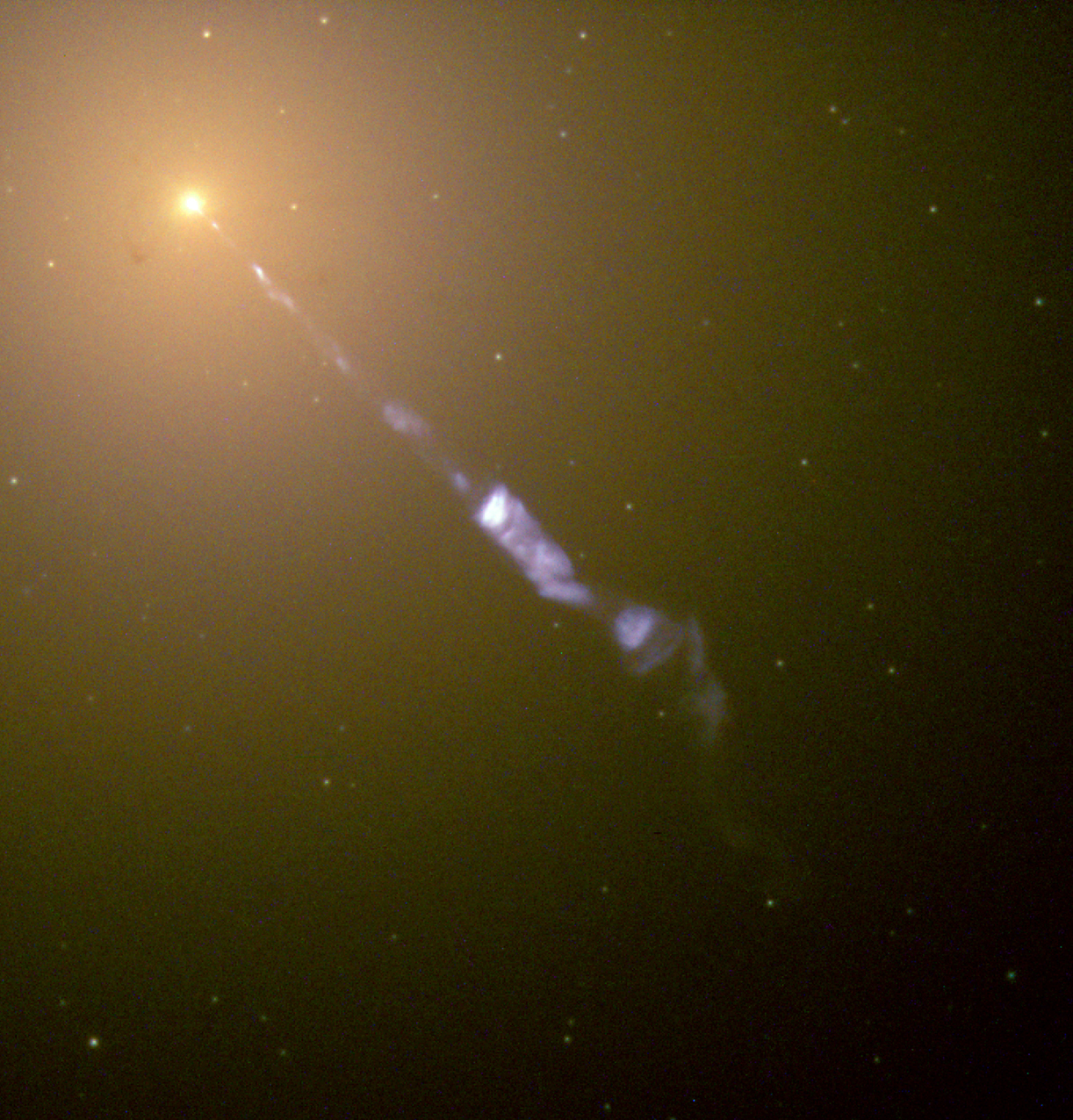
Galáxia elíptica M87 emitindo um jato relativístico, visto pelo Telescópio Espacial Hubble

Buracos negros centrais massivos em galáxias têm os jatos mais poderosos, mas sua estrutura e comportamento são semelhantes aos de estrelas de nêutrons menores e buracos negros. Esses sistemas de buracos negros supermassivos são frequentemente chamados de microquasares e mostram uma grande variedade de velocidades. O jato SS 433, por exemplo, tem velocidade média de 0.26c. A formação de jatos relativísticos também pode explicar as explosões de raios gama observadas.
Os mecanismos por trás da composição dos jatos permanecem incertos, embora alguns estudos favoreçam modelos em que os jatos são compostos de uma mistura eletricamente neutra de núcleos, elétrons e pósitrons, enquanto outros são consistentes com jatos compostos de plasma pósitron-elétron. Espera-se que núcleos de traços varridos em um jato relativístico de pósitron-elétron tenham energia extremamente alta, pois esses núcleos mais pesados devem atingir velocidade igual à velocidade do pósitron e do elétron.

## Rotação como possível fonte de energia
Por causa da enorme quantidade de energia necessária para lançar um jato relativístico, alguns jatos são possivelmente alimentados por buracos negros giratórios. No entanto, a frequência de fontes astrofísicas de alta energia com jatos sugere combinações de diferentes mecanismos indiretamente identificados com a energia dentro do disco de acreção associado e as emissões de raios-X da fonte geradora. Duas teorias iniciais foram usadas para explicar como a energia pode ser transferida de um buraco negro para um jato astrofísico:
- Processo Blandford-Znajek.[14] Essa teoria explica a extração de energia de campos magnéticos ao redor de um disco de acreção, que são arrastados e torcidos pelo giro do buraco negro. O material relativístico é então lançado de maneira viável pelo aperto das linhas de campo.
- Mecanismo Penrose.[15] Aqui, a energia é extraída de um buraco negro giratório por arrasto de referenciais, que mais tarde foi teoricamente comprovado como capaz de extrair energia e momento relativísticos de partículas[16] e, posteriormente, mostrou ser um possível mecanismo para a formação de jatos.[17] Este efeito inclui o uso de gravitomagnetismo relativista geral.

## Jatos relativísticos de estrelas de nêutrons

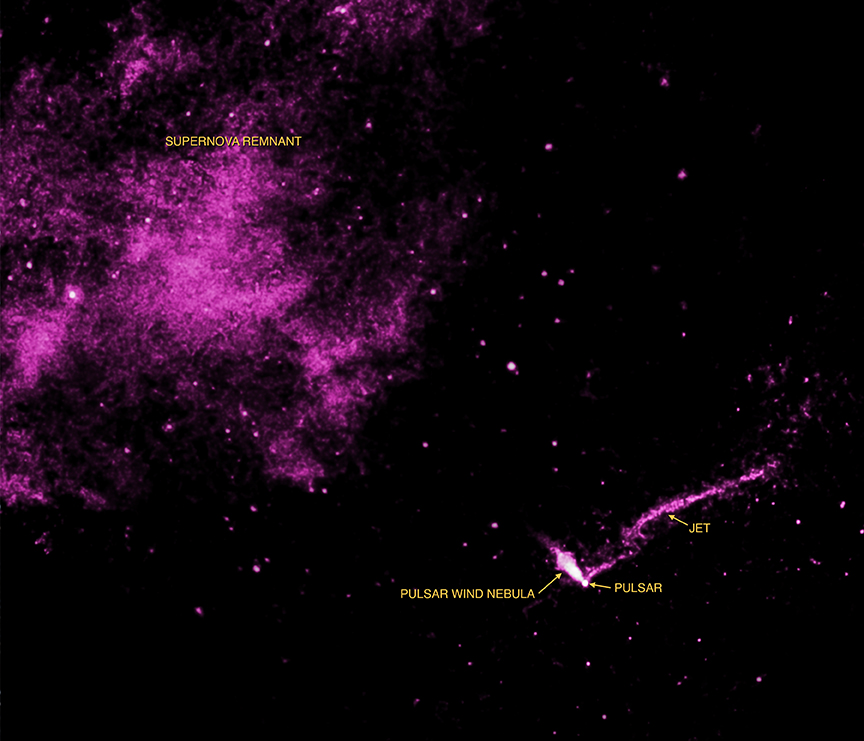
O pulsar IGR J11014-6103 com origem remanescente de supernova, nebulosa e jato

Jatos também podem ser observados a partir de estrelas de nêutrons giratórias. Um exemplo é o pulsar IGR J11014-6103, que possui o maior jato já observado na Via Láctea, e cuja velocidade é estimada em 80% da velocidade da luz (0.8c). Observações de raios-X foram obtidas, mas não há assinatura de rádio detectada nem disco de acreção. Inicialmente, presumia-se que este pulsar girava rapidamente, mas medições posteriores indicam que a taxa de rotação é de apenas 15.9 Hz. Uma taxa de rotação tão lenta e a falta de material de acreção sugerem que o jato não é movido por rotação nem por acreção, embora pareça alinhado com o eixo de rotação do pulsar e perpendicular ao movimento verdadeiro do pulsar.

## Outras imagens

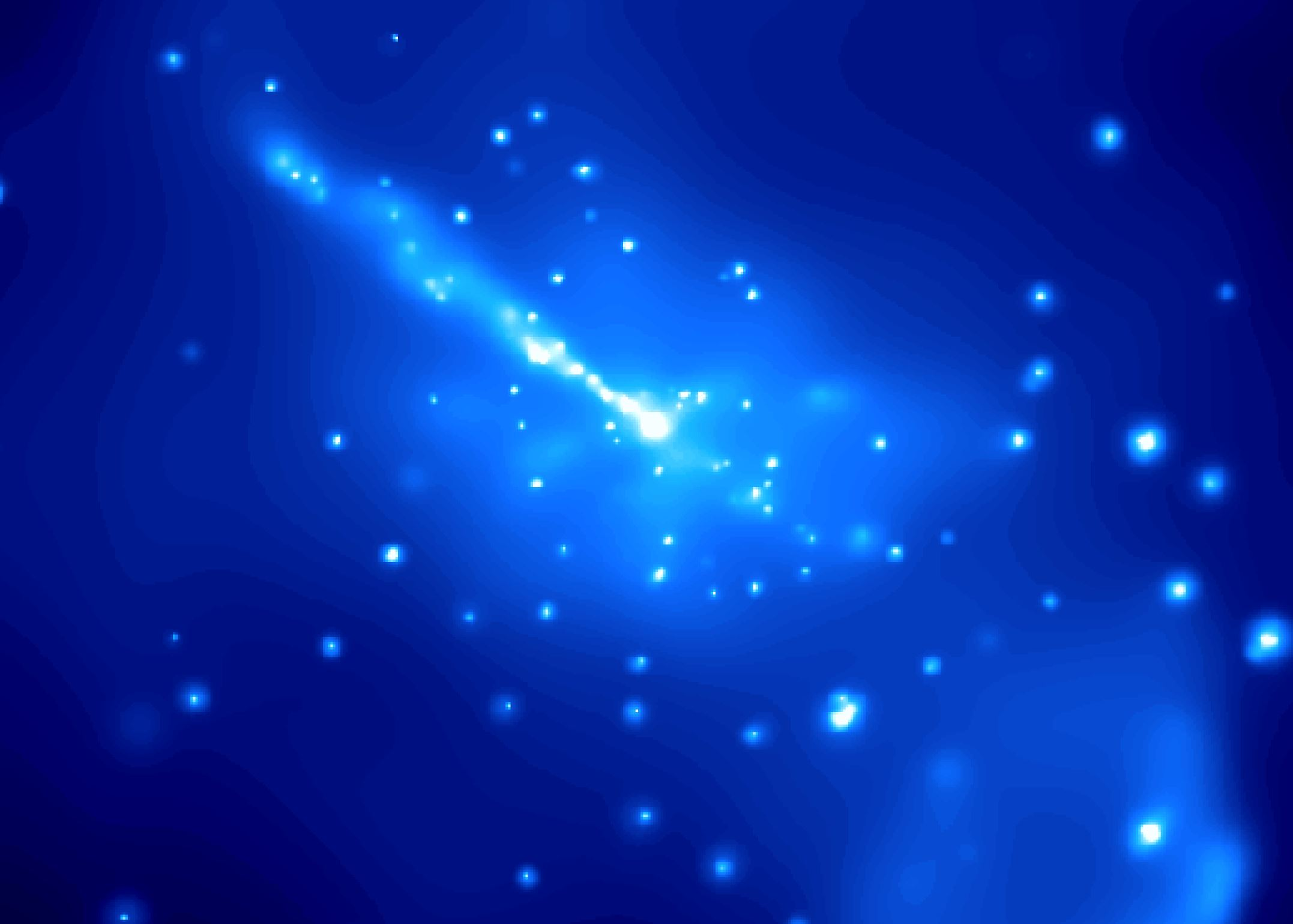
Centaurus A em raios-x mostrando o jato relativístico
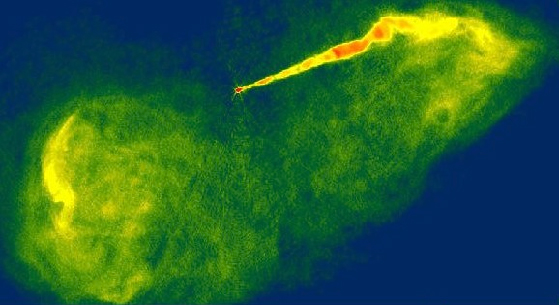
O jato M87 visto pelo Very Large Array em radiofrequência (o campo de visão é maior e girado em relação à imagem acima)
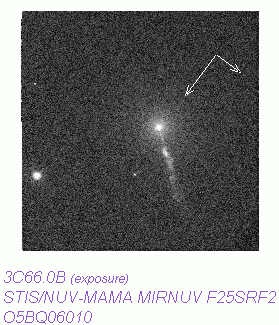
Hubble Legacy Archive Imagem Near-UV do jato relativístico em 3C 66B
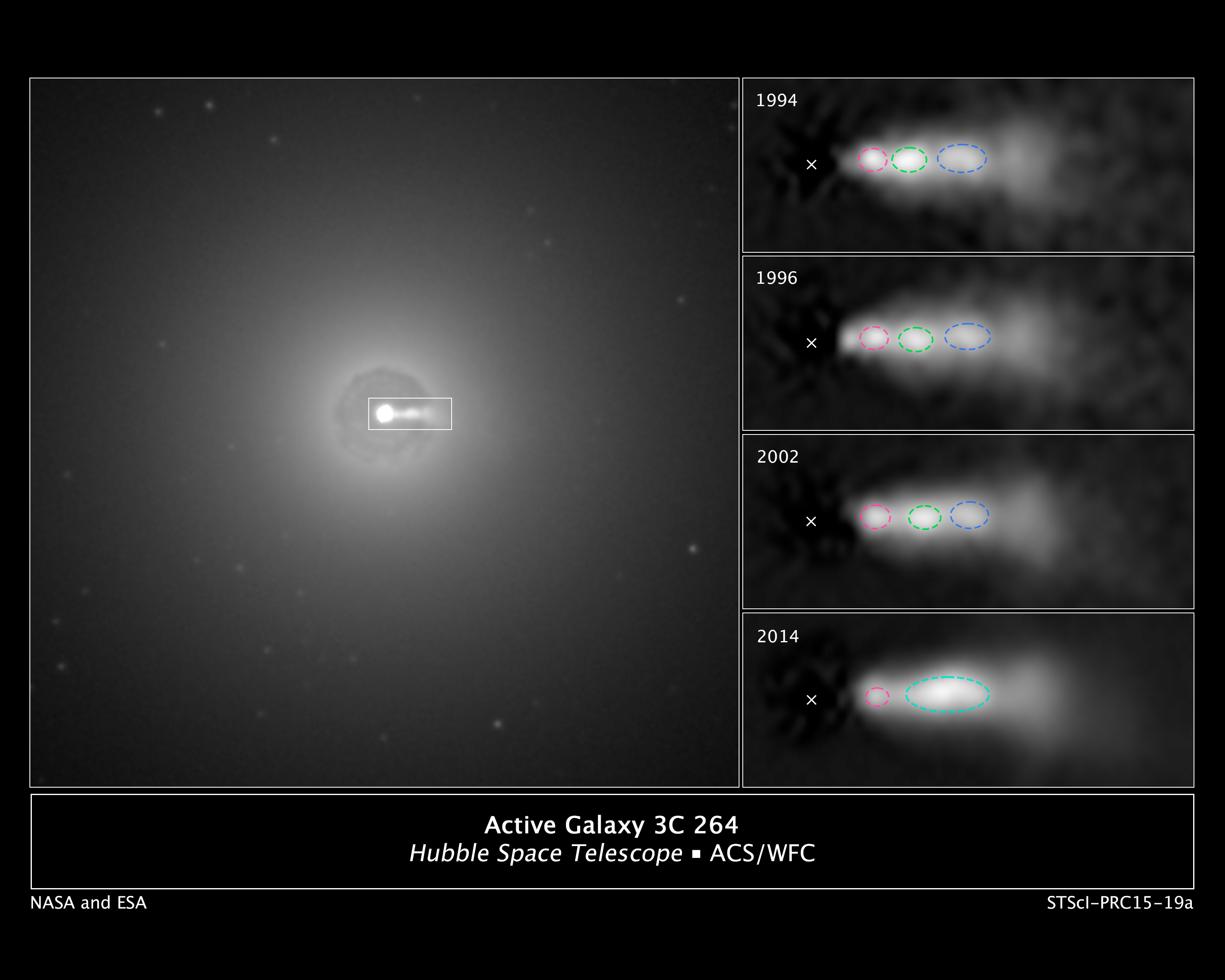
Galáxia NGC 3862, um jato extragaláctico de material movendo-se quase à velocidade da luz
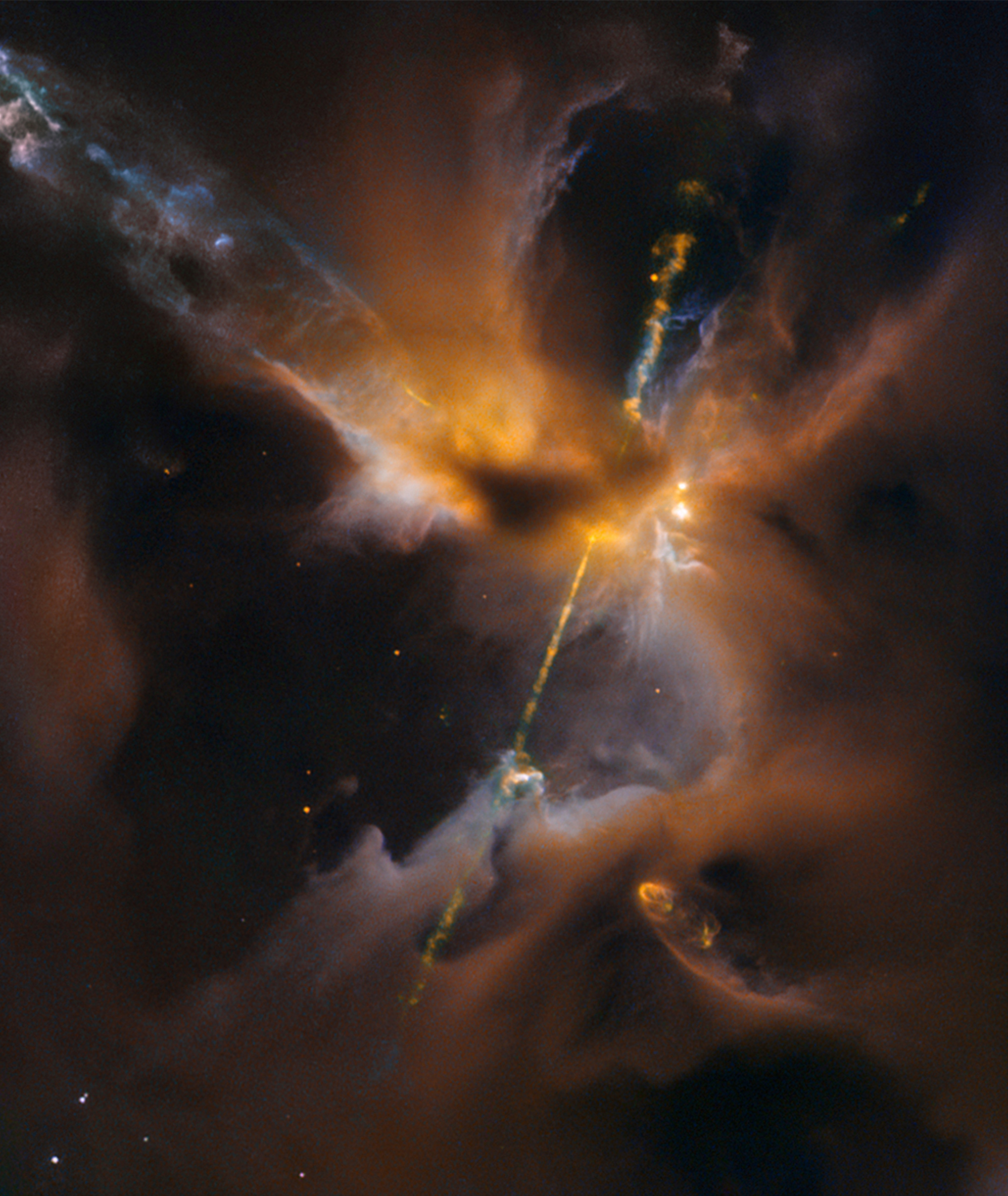
Alguns dos jatos em HH 24-26, que contém a maior concentração de jatos conhecidos em qualquer lugar no céu